# Trikarbonyl nitrosylkobaltu
Trikarbonyl nitrosylkobaltu je organická sloučenina kobaltu se vzorcem Co(CO)3NO, červená těkavá olejovitá kapalina rozpustná v nepolárních rozpouštědlech. Jedná se o jeden z nejjednodušších nitrosylových komplexů. Je silně toxický, podobně jako tetrakarbonyl niklu.

## Příprava a reakce
Trikarbonyl nitrosylkobaltu lze připravit reakcí oktakarbonylu dikobaltu s oxidem dusnatým:
Co2(CO)8 + 2 NO → 2 Co(CO)3NO + 2 CO
Jsou známy i jiné postupy.
Komplex reaguje s Lewisovými zásadami, jako jsou fosfiny a isonitrily, za odštěpení CO.